# Arsen Kanokov
Arsen Bachirovitch Kanokov (en russe : Арсен Баширович Каноков) est depuis 2005 le président de la république de Kabardino-Balkarie, rattachée à la fédération de Russie.

## Biographie
Né le 22 février 1957 à Chitkhala (en Kabardino-Balkarie), Arsen Kanokov a commencé sa carrière comme homme d'affaires à Moscou et docteur en économie. Il est élu en décembre 2003 à la Douma de la fédération de Russie, sur la liste du Parti libéral démocratique de Russie (LDPR, dirigé par le populiste Vladimir Jirinovski). Il rejoint ensuite le parti pro-Poutine « Russie unie ». Durant son mandat de député, Arsen Kanokov a fait partie de la commission sur la propriété.
Il devient président de la Kabardino-Balkarie en septembre 2005, sur nomination du président russe Vladimir Poutine et après avoir été confirmé à son poste par le parlement local. Son prédécesseur, Valeri Kokov, avait dû quitter son poste pour des raisons de santé après avoir tenu les rênes de la Kabardino-Balkarie durant quinze ans.